# Iris du Japon
Iris japonica
Ne doit pas être confondu avec Iris ensata.
Espèce
Classification phylogénétique
L’iris du Japon (Iris japonica) est une plante vivace de la famille des iridacées.